# كاستلفيداردو
كاستلفيداردو هي بلدة وكومونا في مقاطعة أنكونا، في منطقة ماركي في وسط شرق إيطاليا.
تًذكر المدينة بانتصار بيدمونت على جيش مؤلف من متطوعين أجانب يدافعون عن الدولة البابوية، في 18 سبتمبر 1860. يحتفل متحف المدينة، في قصر مورديني، بالمعركة ويضعها في السياق الأوسع لتوحيد إيطاليا ككل. يضم القطع الأثرية والوثائق من تلك الفترة، بما في ذلك حوالي 130 قرضًا من مجموعات خاصة أو متاحف أخرى. بالإضافة إلى ذلك، تعد المدينة موطنًا لعدد من مباني عصر النهضة، بما في ذلك بناء بالومبارون الذي تم بناؤه عام 1580 والذي خضع لتجديدات واسعة النطاق في أوائل القرن الحادي والعشرين. 

## الاقتصاد
كاستلفيداردو هي العاصمة الدولية لبناة الأكورديون. تم إنتاج مجموعة متنوعة من الآلات الموسيقية الأخرى إلى جانب الأكورديون في المدينة منذ القرن التاسع عشر، مثل الهارمونيكا الزجاجية.

## المدن التوأم
- كاستلفترو دي مودينا، إيطاليا
- كلينغنتال، ألمانيا

## الرياضة
فريق كاستلفيداردو كالتشيو هو فريق كرة القدم للمدينة وتأسس عام 1944. يلعب حاليًا في الدوري الإيطالي الدرجة الرابعة بعد الترقية من المباراة الفاصلة على المستوى الوطني في إكسيلينزا في موسم 2013-14.
ملعب الفريق الرئيسي هو ملعب جي مانشيني مع 2000 مقعد. ألوان الفريق هي الأبيض والأخضر.